# Saarijärvi (sjö i Finland, Norra Karelen, lat 63,12, long 29,07)
Saarijärvi är en sjö i Finland. Den ligger i kommunen Juga i landskapet Norra Karelen, i den centrala delen av landet, 400 km nordost om huvudstaden Helsingfors. Saarijärvi ligger 211 meter över havet. Den är 12,5 meter djup. Arean är 2,52 kvadratkilometer och strandlinjen är 13,3 kilometer lång. Sjön  ingår i Vuoksens huvudavrinningsområde.   I omgivningarna runt Saarijärvi växer i huvudsak barrskog.
I övrigt finns följande i Saarijärvi:
- Myllysaaret (en ö)
- Mustasaari (en ö)
- Niemisaari (en ö)
- Sotisaari (en ö)
- Sulkusaari (en ö)
- Hattara (en ö)